# Phases
Phases je box set sestavený z prvních osmi studiových alb The Who a alba Live at Leeds v LP podobě. Byl vydán ve Spojeném království a v Západním Německu.

## Seznam skladeb
Všechna alba jsou identická jejich původnímu vydání ve Spojeném království.
1. My Generation
2. A Quick One
3. The Who Sell Out
4. Tommy
5. Live at Leeds
6. Who's Next
7. Quadrophenia
8. The Who by Numbers
9. Who Are You